# Liste der Königinnen von Frankreich

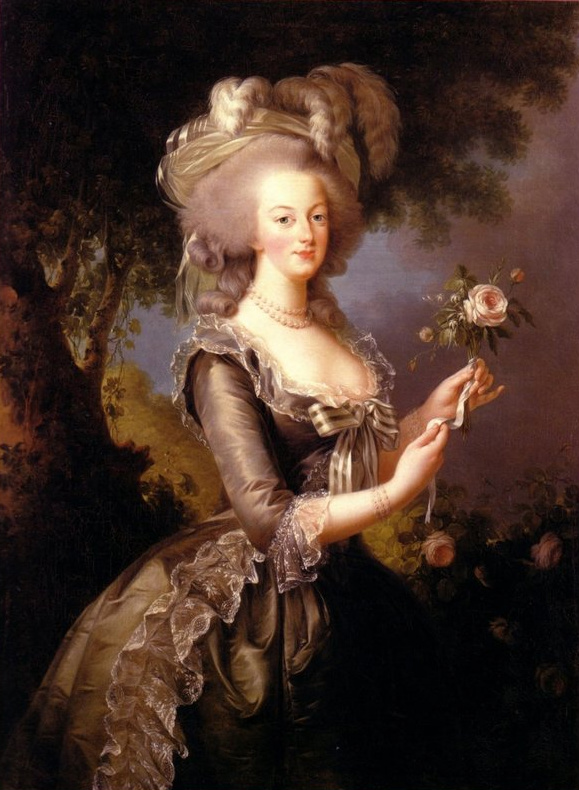
Königin Marie-Antoinette

Der Titel Königin von Frankreich (reine de France) war lediglich ein Ehrentitel. Dem Salischen Recht entsprechend handelte es sich um den Titel „épouse de roi de France“ oder „épouse de roi des Français“. Die Königin hatte keine Regierungsbefugnis, außer als Regentin in Abwesenheit bzw. Minderjährigkeit des Königs, die ihnen aber nicht automatisch zustand, sondern persönlich vergeben wurde.
Diese Liste enthält lediglich – in Anlehnung an die Liste der Herrscher Frankreichs – die Königinnen von Frankreich ab Ludwig dem Frommen, also der Teilung des Reichs Karls des Großen, nicht hingegen die Königinnen des Frankenreichs. Aufgenommen (und eingerückt) wurden diejenigen Ehefrauen der französischen Könige oder Teilkönige in karolingischer Zeit, die nicht Königin von Frankreich wurden.
Königin von Frankreich waren:
- Irmingard von Hespengau († 818), 794 Ehefrau Ludwigs I. des Frommen († 840); Mutter von Lothar I., Pippin I. (Aquitanien) und Ludwig II. der Deutsche
- Judith († 843), 819 zweite Ehefrau Ludwigs I. des Frommen, Mutter von Karl II. dem Kahlen
  - Hringart/Ingeltrud, 822 Ehefrau Pippins I. von Aquitanien († 838), Mutter Pippins II. von Aquitanien
- Ermentrud († 869), 842 erste Ehefrau Karls II. des Kahlen († 877), Mutter Ludwigs II. des Stammlers
- Richildis von der Provence († 910), 870 zweite Ehefrau Karls des Kahlen
- Ansgard von Burgund († wohl nach 879), 862–nach 866 erste Ehefrau Ludwigs II. des Stammlers († 879), Mutter Ludwigs III. und Karlmanns
- Adelheid von Friaul († wohl 901), um 875 zweite Ehefrau Ludwigs des Stammlers, Mutter Karls III. des Einfältigen
- Richardis († wohl 900), 862 Ehefrau Karls (III.) des Dicken († 888)
- Theoderata († nach 903), Ehefrau von Odo († 898)
- Frederuna († 917), 907 erste Ehefrau Karls III. des Einfältigen († 929)
- Eadgifu († nach 951), um 919 zweite Ehefrau Karls III. des Einfältigen, Mutter Ludwigs IV. des Überseeischen
- Emma von Frankreich († 934), 910 Ehefrau von Rudolf (Raoul) († 936)
- Gerberga von Sachsen († 969), 939 Ehefrau Ludwigs IV. des Überseeischen († 954), Mutter von Lothar
- Emma von Italien († wohl nach 988), 966 Ehefrau Lothars († 986), Mutter Ludwigs V. des Faulen
- Adelheid von Aquitanien († 1004), 968 Ehefrau Hugo Capets († 996), Mutter von Robert II. dem Frommen
- Bertha von Burgund († nach 1016), 997–1003/05 zweite Ehefrau Roberts II.
- Konstanze von der Provence († 1034), dritte Ehefrau Roberts II., Mutter von Heinrich I.
- Mathilde von Friesland († 1044), 1043 zweite Ehefrau Heinrichs I.
- Anna von Kiew († 1075/89), 1051 dritte Ehefrau Heinrichs I., Mutter Philipps I.
- Bertha von Holland († 1094), 1072–1092 erste Ehefrau Philipps I., Mutter Ludwigs VI. des Dicken
- Bertrada von Montfort († 1117), 1092–1104 zweite Ehefrau Philipps I.
- Adelheid von Savoyen († 1154), 1115 zweite Ehefrau Ludwigs VI., Mutter von Ludwig VII. der Junge
- Eleonore von Aquitanien († 1204), 1137–1152 erste Ehefrau Ludwig VII. des Jungen († 1180)
- Konstanze von Kastilien († 1160), 1153/54 zweite Ehefrau Ludwigs VII.
- Adela von Champagne († 1206), 1160 dritte Ehefrau Ludwigs VII., Mutter von Philipp II. August
- Isabella von Hennegau († 1190), 1180 erste Ehefrau von Philipp II. August († 1223), Mutter von Ludwig VIII. dem Löwen
- Ingeborg von Dänemark († 1236), 1193–1193 und 1200–1223 zweite Ehefrau Philipps II.
- Agnes-Maria von Andechs-Meranien († 1201), 1196–1200 dritte Ehefrau von Philipp II. August
- Blanka von Kastilien († 1252), 1200 Ehefrau von Ludwigs VIII. des Löwen († 1226), Mutter Ludwigs IX. des Heiligen
- Margarete von der Provence († 1295), 1234 Ehefrau Ludwigs IX. des Heiligen († 1270), Mutter Philipps III. des Kühnen
- Isabella von Aragón († 1271), 1262 erste Ehefrau Philipps III. des Kühnen († 1285), Mutter von Philipp IV. dem Schönen
- Maria von Brabant († 1321), 1274 zweite Ehefrau Philipps III.
- Johanna I. von Navarra († 1305), Ehefrau Philipps IV. des Schönen († 1314), Mutter von Ludwig X., Philipp V. und Karl IV.
- Margarete von Burgund († 1315), 1305 erste Ehefrau Ludwigs X. der Zänkers († 1316)
- Klementine von Ungarn († 1328), 1315 zweite Ehefrau Ludwigs X., Mutter von Johann I. Posthumus
- Johanna II. von Burgund († 1330), 1307 Ehefrau Philipps V. des Langen († 1322)
- Blanka von Burgund († 1325/26), 1306/07–1322 erste Ehefrau Karls IV. des Schönen († 1328)
- Maria von Luxemburg († 1324), 1322 zweite Ehefrau Karls IV.
- Johanna von Évreux († 1371), 1325 dritte Ehefrau Karls IV.
- Johanna von Burgund († 1348/49), 1313 erste Ehefrau Philipps VI. († 1350), Mutter von Johann II.
- Blanka von Navarra († 1398), 1350 zweite Ehefrau Philipps VI.
  - Jutta von Luxemburg († 1349), 1332 erste Ehefrau Johanns II. des Guten († 1364) war lediglich Ehefrau des Kronprinzen; sie ist die Mutter Karls V. des Weisen
- Johanna I. von Auvergne († 1360), 1350 zweite Ehefrau Johanns II.
- Johanna von Bourbon († 1378), 1350 Ehefrau Karls V. des Weisen († 1380), Mutter von Karl VI. dem Wahnsinnigen
- Isabeau († 1435), 1385 Ehefrau Karls VI. des Wahnsinnigen († 1422), Mutter von Karl VII. der Siegreiche
- Marie d’Anjou († 1463), 1422 Ehefrau Karls VII. des Siegreichen († 1461), Mutter von Ludwig XI.
  - Margarethe von Schottland († 1445), 1436 erste Ehefrau Ludwigs XI. († 1483), starb vor der Thronbesteigung
- Charlotte von Savoyen († 1483), 1451 zweite Ehefrau Ludwigs XI., Mutter von Karl VIII. der Leutselige
- Anne de Bretagne († 1514), 1491 Ehefrau Karls VIII. des Leutseligen († 1498) und 1499 zweite Ehefrau Ludwigs XII. († 1515)
- Johanna von Frankreich († 1505), 1476–1498 erste Ehefrau Ludwigs XII.
- Mary Tudor († 1533), 1514 dritte Ehefrau Ludwigs XII.
- Claude de France († 1524), 1514 Ehefrau von Franz I. († 1547), Mutter von Heinrich II.
- Eleonore von Kastilien († 1558), 1530 zweite Ehefrau von Franz I.
- Katharina von Medici († 1589), 1533 Ehefrau Heinrichs II., Mutter von Franz II., Karl IX. und Heinrich III.
- Maria Stuart († 1587), 1558 Ehefrau von Franz II. († 1560)
- Elisabeth von Österreich († 1592), 1570 Ehefrau Karls IX. († 1574)
- Luise von Lothringen († 1601) † 1575 Ehefrau von Heinrich III. († 1589)
- Margarete von Valois († 1615), 1572–1599 erste Ehefrau von Heinrich IV. († 1610)
- Maria von Medici († 1642), 1600 zweite Ehefrau Heinrichs IV., Mutter Ludwigs XIII.
- Anna von Österreich († 1666), 1615 Ehefrau Ludwigs XIII. († 1643), Mutter von Ludwig XIV.
- Maria Teresa von Spanien († 1683), 1660 Ehefrau Ludwigs XIV. († 1715)
- Maria Leszczyńska († 1768), 1725 Ehefrau Ludwigs XV.
- Marie-Antoinette von Österreich († 1793), 1770 Ehefrau Ludwigs XVI. († 1793)
  - Maria Josepha von Savoyen († 1810), 1771 Ehefrau Ludwigs XVIII. († 1824), starb vor der Thronbesteigung
  - Maria Theresia von Sardinien († 1805), 1773 Ehefrau Karls X. († 1836), starb vor der Thronbesteigung
- Amalie von Bourbon († 1866), 1809 Ehefrau von Louis Philippe – „Königin der Franzosen“